# Hipparchia micromaritima
Hipparchia micromaritima är en fjärilsart som beskrevs av Ruggero Verity 1911. Hipparchia micromaritima ingår i släktet Hipparchia och familjen praktfjärilar. Inga underarter finns listade i Catalogue of Life.